# بيسيس أوف مي
«بيسيس أوف مي» (بالإنجليزية: Pieces of Me)‏ أغنية من كاتبة وغناء المغنية العالمية آشلي سمبسون أول سنجل لها من الألبوم الأول أتو بيوجرافي.
سمبسون شاركت في كتابة الأغنية مع كارا ديو جاردي وجون شانك (إنتاج شانك). الأغنية مزيج من البوب والروك وكلمات الأغنية
هي العثور على الراحة والسعادة في علاقتها مع صديقها ريان كابريرا. بيسيس أوف مي نزلت كأول سنجل للألبوم وأخذت مركز في لائحة البيل البورد رقم 5 وأخذت في لائحة البيل بورد القوائم الأخرى المركز الأول. في عام 2008 تم تأكيد
أغنية بيسيس أوف مي أفضل أغنية مبيعات لآشلي في الولايات المتحدة والمملكة المتحدة

## المراكز
| قائمة(2004)                                   | المركز |
| --------------------------------------------- | ------ |
| أستراليا أغاني الفردية                        | 7      |
| أستراين أغاني الفردية                         | 15     |
| بالجيكا أغاني فردية                           | 20     |
| الدنمارك الأغاني الفردية                      | 4      |
| هولندا الأغاني الفردية                        | 19     |
| ألمانيا الأغاني الفردية                       | 18     |
| إيرلندا الأغاني الفردية                       | 10     |
| إيطاليا الأغاني الفردية                       | 25     |
| نيو زيلندا الأغاني الفردية                    | 11     |
| النرويج الأغاني الفردية                       | 3      |
| روما الأغاني الفردية                          | 50     |
| السويد الأغاني الفردية                        | 7      |
| سويسرا الأغاني الفردية                        | 6      |
| تايوان الأغاني الفردية                        | 2      |
| المملكة المتحدة الأغاني الفردية               | 4      |
| الولايات المتحدة بيل بورد 100                 | 5      |
| الولايات المتحدة بيل بورد البالغين من أفضل 40 | 4      |
| الولايات المتحدة بيل بورد أكثر استماعا توب 40 | 1      |
| الولايات المتحدة بيل بورد أفضل أغاني توب 40   | 1      |